# Octaëdrische moleculaire geometrie
In de scheikunde verwijst een octaëdrische moleculaire geometrie ernaar dat een molecuul een geometrie heeft waarbij een centraal atoom door zes atomen wordt omringd, die op de hoekpunten van een regelmatig achtvlak liggen. Regelmatig achtvlak en octaëder zijn synoniem. De bindingshoeken zijn 90° wanneer de zes atomen of wanneer de zes atoomgroepen in het geval van coördinatieverbindingen hetzelfde zijn. Zwavelhexafluoride en vanadiumhexacarbonyl zijn hiervan voorbeelden. De puntgroep van moleculen met precies de vorm van een regelmatig achtvlak is Oh.

## Octaëdrische coördinatieverbindingen
De meest voorkomende moleculaire geometrie van coördinatieverbindingen is het regelmatige achtvlak. Een klassiek voorbeeld is chroomhexacarbonyl.

### Cis- en trans-isomerie
Wanneer twee dezelfde liganden in een molecuul met een octaëdrische moleculaire geometrie naast elkaar liggen, staan ze cis ten opzichte van elkaar. Als ze tegenover elkaar staan, staan ze trans ten opzichte van elkaar. Wanneer drie dezelfde liganden onderling loodrecht op elkaar staan, staan deze fac, afgeleid van faciaal, ten opzichte van elkaar. De drie liganden staan hierbij dus twee aan twee cis. Als drie liganden en het centrale metaalion in één vlak liggen, liggen zij mer ten opzichte van elkaar.

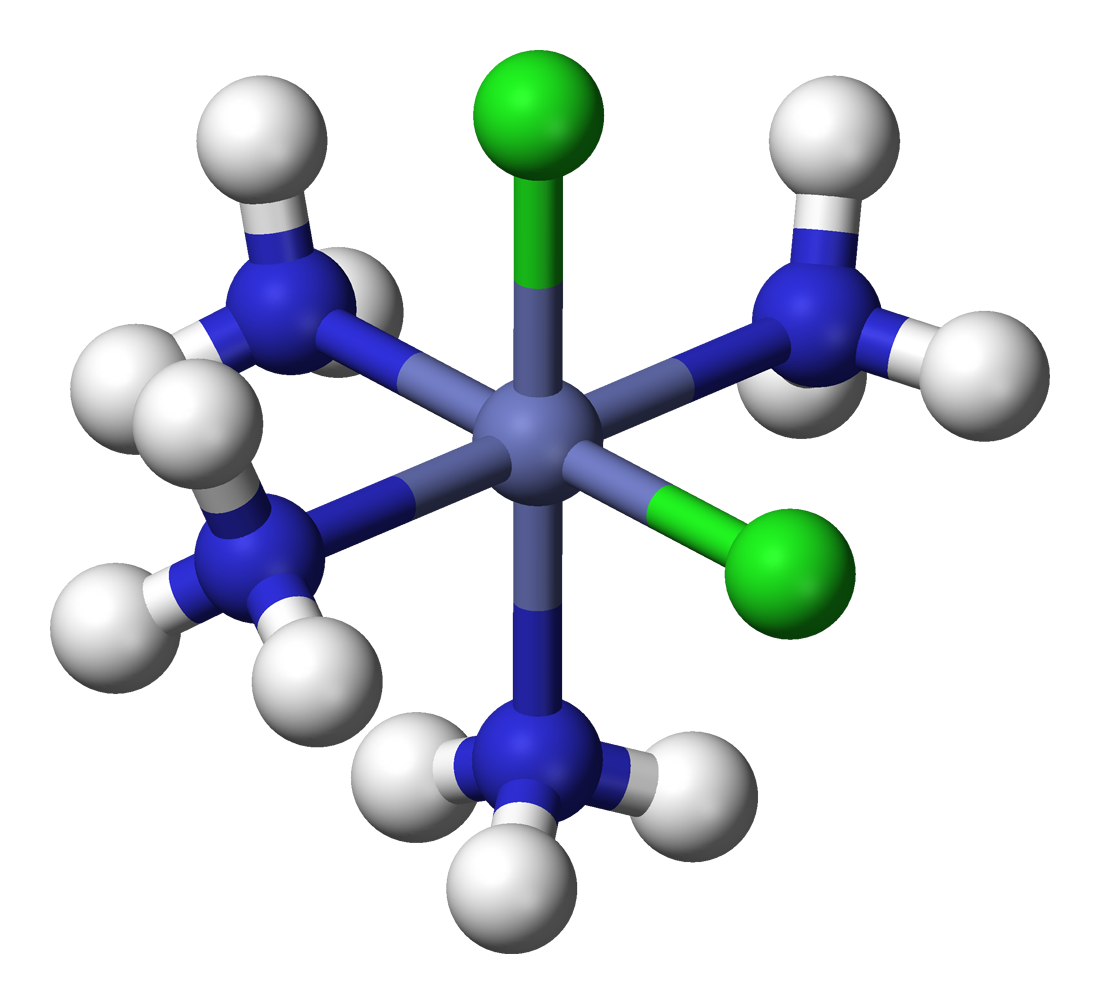
cis-[CoCl_{2}(NH_{3})_{4}]^{+}
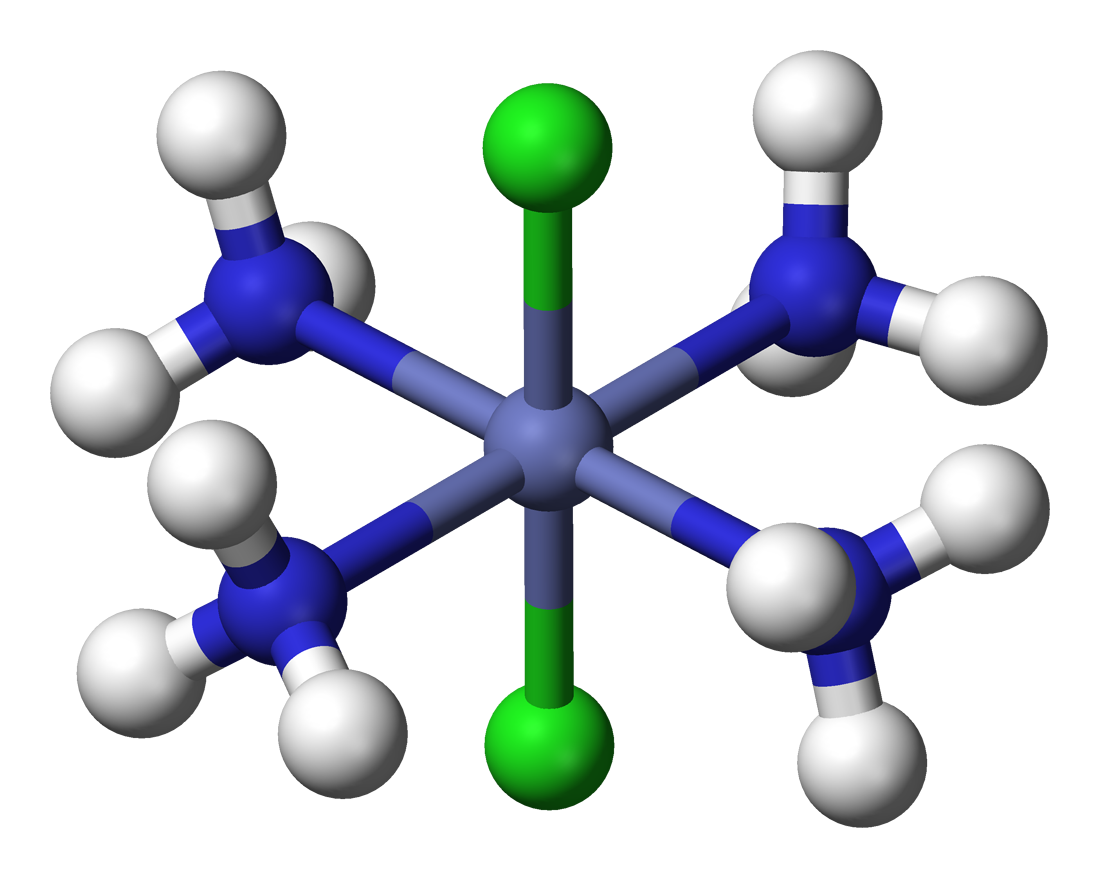
trans-[CoCl_{2}(NH_{3})_{4}]^{+}
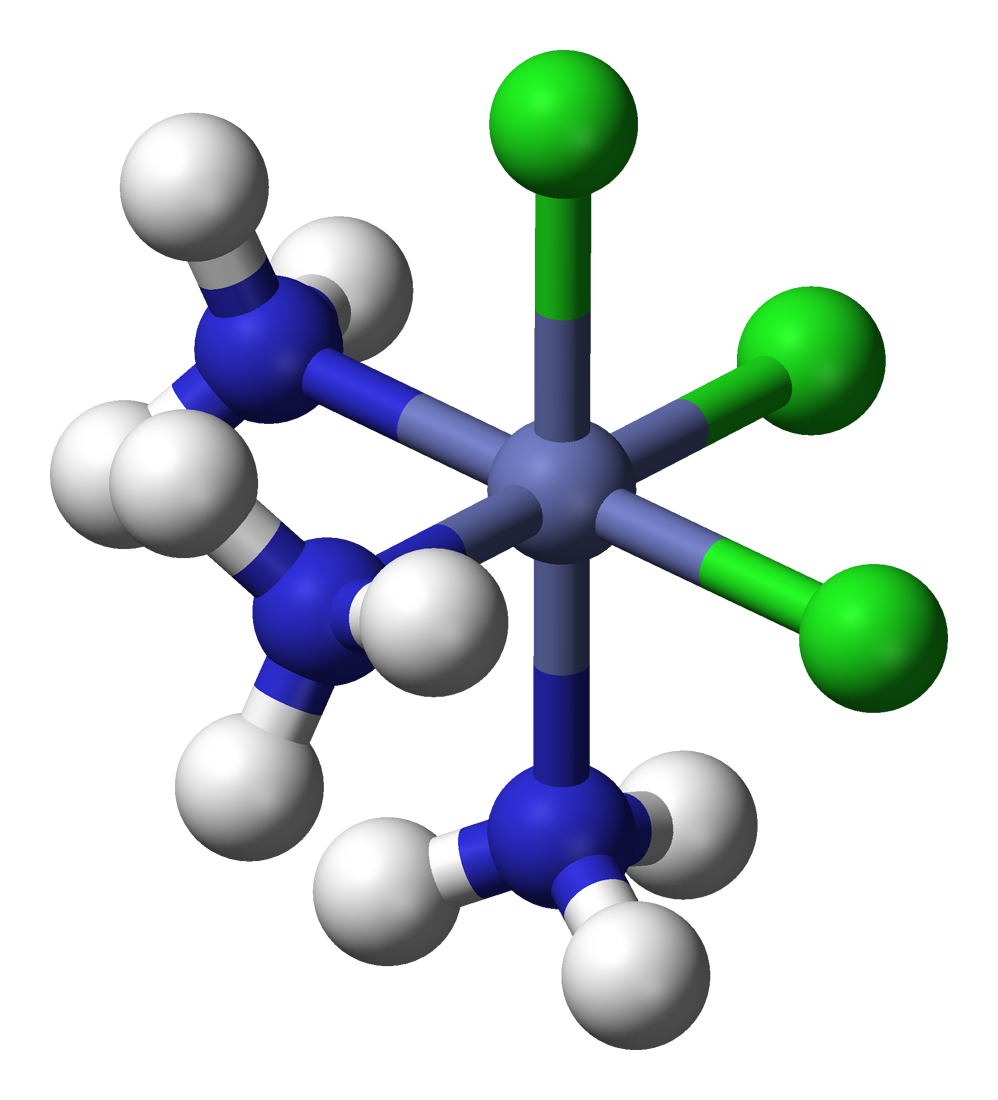
fac-[CoCl_{3}(NH_{3})_{3}]
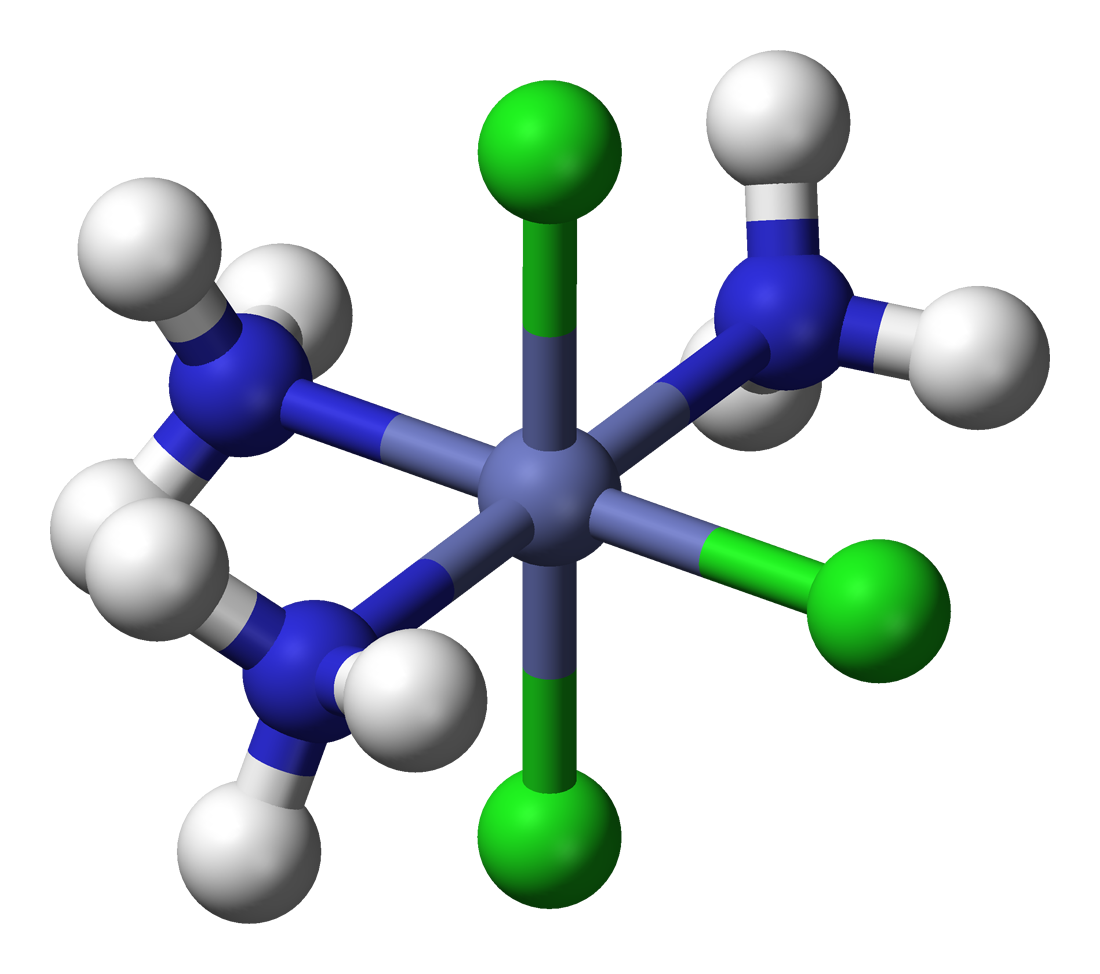
mer-[CoCl_{3}(NH_{3})_{3}]

- cis-[CoCl2(NH3)4]+
- trans-[CoCl2(NH3)4]+
- fac-[CoCl3(NH3)3]
- mer-[CoCl3(NH3)3]

### Optische isomeren
Optische isomeren van moleculen met een octaëdrische moleculaire geometrie komen bij chirale of disymmetrische moleculen voor. Twee chirale moleculen zijn het spiegelbeeld van elkaar. Ze zijn optisch actief, dus zorgen voor een rotatie van het vlak van gepolariseerd licht. De twee optische isomeren worden ook wel enantiomeren of enantiomorfen genoemd.
Het symbool lambda {\displaystyle \Lambda } duidt op een linksdraaiende enantiomeer, de laevo-vorm. Het symbool delta {\displaystyle \Delta } duidt op een rechtsdraaiende enantiomeer, de dextro-vorm. Een voorbeeld van een chiraal molecuul is het trisoxalatoferraat(III)ion:

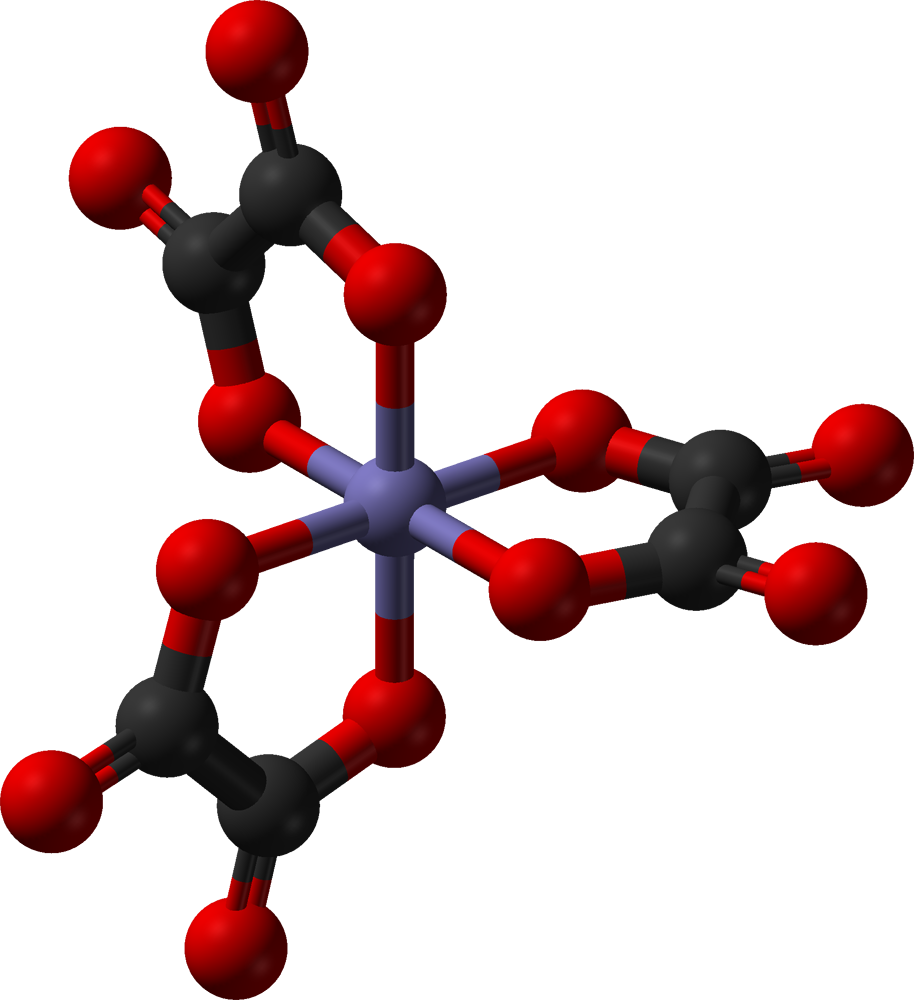
Δ-[Fe(ox)3]3−
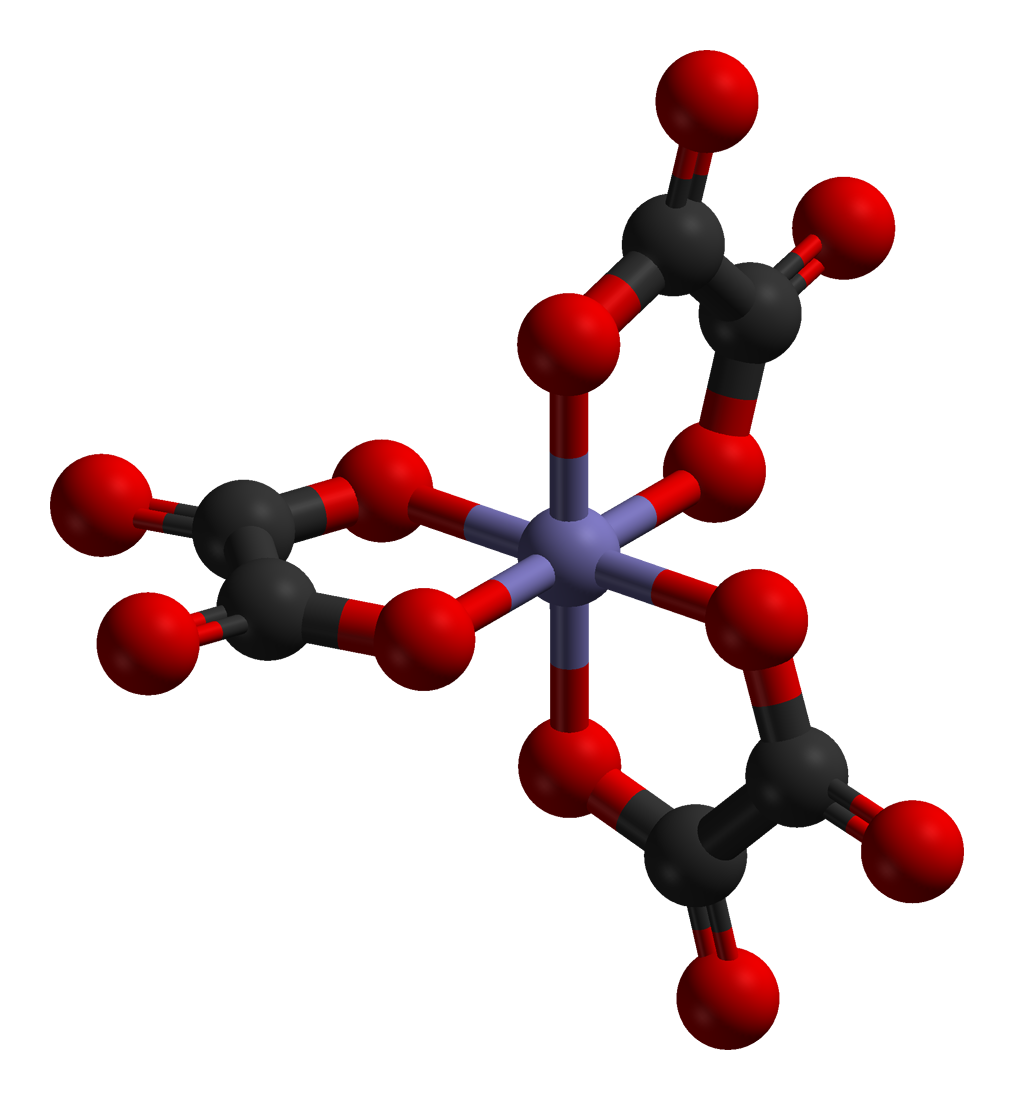
Λ-[Fe(ox)3]3−

coördinatiegetal 2: 
lineair · gebogen · 
coördinatiegetal 3: 
trigonaal planair · trigonaal piramidaal · T-vormig 

coördinatiegetal 4: 
tetraëdrisch · vierkant planair · seesaw ·
coördinatiegetal 5: 
trigonaal bipiramidaal · vierkant piramidaal · pentagonaal planair 

coördinatiegetal 6: 
octaëdrisch · pentagonaal piramidaal · 
coördinatiegetal 7: 
pentagonaal bipiramidaal